# Jun Murai
Jun Murai (村井 純, Murai Jun, Tóquio, 29 de março de 1955) é um cientista da computação japonês. É conhecido como o "pai da Internet do Japão". Professor da Universidade Keio, Murai é fundador da JUNET e do WIDE Project. Murai obteve a graduação na Universidade Keio em 1979, onde obteve também um doutorado em 1984.
Em 2011 Murai recebeu o Prêmio Internet IEEE. Murai foi induzido no Internet Hall of Fame em 2013.